# Индекс опережающих индикаторов Conference Board
Индекс опережающих индикаторов Conference Board (также Композитный индекс лидирующих индикаторов) — сводный опережающий показатель из десяти индикаторов, предназначенный для прогнозирования колебаний деловой активности в США на шесть-девять месяцев в будущем. Рассчитывается неправительственной организацией The Conference Board, которая определяет значение индекса на основе значений десяти ключевых переменных. Исторически, эти составные переменные имели тенденцию к понижению при наступлении рецессии и тенденцию к росту в периоды подъёма. Годовое процентное изменение индекса есть запаздывающий индикатор в сторону направления развития рынка.

## Состав индекса
Департамент Торговли правительства США использует 10 индикаторов деловой активности, отслеживающих различные сегменты экономики в попытке предсказать направление развития экономики США в ближайшем будущем. В принципе, экономических индикаторов огромное количество, однако, считается, что подавляющее их большинство не обладает предсказательной способностью. Например, уровень безработицы относится к запаздывающим экономическим индикаторам, так как безработица, как правило, начинает падать только спустя 6-8 месяцев после того как экономика начала выходить из рецессии. В то же время фондовый рынок (точнее, его индексы) является лидирующим индикатором, так как он начинает расти с опережением официальной экономической статистики, поскольку, как показывает опыт, инвесторы пытаются предугадать движения экономики раньше других и часто оказываются правы.
Индикаторы, сведенные в индекс опережающих индикаторов, который поддерживается неправительственной организацией The Conference Board  включают:
1. Первичные заявки на пособия по безработице (initial unemployment claims)
2. Количество новых заказов, полученных производителями на производство материалов и потребительских товаров (plant and equipment orders)
3. Скорость, с которой новые товары перемещаются от поставщиков к продавцам (vendor performance)
4. Количество новых заказов на капитальные вложения не связанные с обороной (change in unfilled durable orders)
5. Количество вновь выданных разрешений на жилищное строительство (residential building permits)
6. Индекс фондового рынка Standard and Poor 500 (S&P 500)
7. Индексированное к инфляции количество денег в обращении (real M2 money supply)
8. Разница между процентами по коротким и длинным займам (the yield curve)
9. Индекс потребительских настроений (consumer sentiment or consumer expectations index)
10. Количество часов за рабочую неделю, отработанных в секторе реального производства (average manufacturing workweek)
Эти индикаторы исторически начинали падать до того как экономика входила в рецессию и расти в преддверии этапа расширения. Сконструированное из них число (собственно, сам Индекс Лидирующих Индикаторов), в целом, оказалось способным предсказать все 7 официальных рецессий в экономике США за последние 50 лет. Правда, ещё в 5 случаях этот индикатор предсказывал рецессии, которые не воплотились на практике.
Другим его недостатком является то, что он неспособен предсказать рецессию за определённый срок. Период между сигналом, полученным этим индикатором, и началом рецессии может варьировать от 1-2 месяцев до года. К преимуществам можно отнести низкую волатильность и лучшую предсказательную способность по сравнению с другими статистическими данными.
Индекс Conference Board показывает ожидаемое развитие экономики страны в ближайшие три-шесть месяцев.
Одновременно с индексом лидирующих индикаторов Conference Board также поддерживает индексы запаздывающих (Lagging) и «совпадающих» (Coincident) экономических индикаторов.